# Cibiana di Cadore
Cibiana di Cadore är en ort och kommun i provinsen Belluno i regionen Veneto i Italien. Kommunen hade 381 invånare (2018).